# Joaquín Bondoni
Joaquín Bondoni Gress (Cidade do México, 8 de maio de 2003) é um ator mexicano, conhecido por seu papel na Telenovela mexicana Mi marido tiene familia como Cuauhtémoc "Temo" López, e em Juntos el corazón nunca se equivoca

## Carreira
Iniciou seus estudos de atuação no Centro de Educación Artística na Cidade do México. Joaco estreou como ator em 2010 participando em séries como La rosa de Guadalupe, Como dice el dicho e na telenovela la piloto
Em 2017 fez parte do grupo musical infantil "Wabi Lubi". E em 2018 ingressou no grupo Tres 8 uno.
Em 2018, juntou-se ao elenco da telenovela Mi marido tiene más familia, na sua segunda temporada, onde se tornou conhecido por interpretar o papel de Cuauhtémoc "Temo" López.. Depois de Mi marido tiene más familia ele continou com o mesmo personagem no teatro em Aristemo el musical.
Em 2019, teve o seu primeiro papel protagônico junto a Emilio Osorio, na série Juntos el corazón nunca se equivoca, onde novamente interpretou o papel de Cuauhtémoc López. Interpretou também a canção Es por ti, tema de abertura da série, também ao lado de Emilio Osorio.

## Filmografia

### Televisão
| Ano       | Título                       | Papel                   | Notas                                               |
| --------- | ---------------------------- | ----------------------- | --------------------------------------------------- |
| 2010-2018 | La rosa de Guadalupe         | Vários papéis           | 9 episódios                                         |
| 2011      | Ni contigo ni sin ti         | Pedrito                 | episódio "La revelación"; "Terrible incendio"       |
| 2012      | Por ella soy Eva             | Pequena participação    |                                                     |
| 2017      | La piloto                    |                         | episódio "Un secreto"                               |
| 2018      | Como dice el dicho           | Jaime                   | episódio "El buen morir es el premio al buen vivir" |
| 2018-2019 | Mi marido tiene más familia  | Cuauhtémoc "Temo" López |                                                     |
| 2019      | El corazón nunca se equivoca | Cuauhtémoc "Temo" López | elenco principal                                    |

## Teatro
| Ano  | Obra                 | Papel                   |
| ---- | -------------------- | ----------------------- |
| 2016 | Una tarde cualquiera | Armandito               |
| 2019 | Aristemo el musical  | Cuauhtémoc "Temo" López |
| 2020 | Distorsión           | Federico e Francisco    |

## Prêmios e nomeações
| Ano  | Prêmio                    | Categoria                | Trabalho                     | Resultado |
| ---- | ------------------------- | ------------------------ | ---------------------------- | --------- |
| 2019 | Premios ERES              | Melhor ator              | Mi marido tiene más familia  | Indicado  |
| 2019 | Premios ERES              | Melhor beijo             | Mi marido tiene más familia  | Venceu    |
| 2019 | TV Adicto Golden Awards   | Revelação masculina      | Mi marido tiene más familia  | Venceu    |
| 2019 | E! Online TV's Top Couple | Melhor casal             | Mi marido tiene más familia  | Venceu    |
| 2019 | MTV Millennial Awards     | Casal em chamas          | Mi marido tiene más familia  | Indicado  |
| 2019 | E! Online TV Scoop Awards | Melhor estrela revelação | El corazón nunca se equivoca | Venceu    |
| 2019 | Kids Choice Awards México | Artista Revelação        | Mi marido tiene más familia  | Venceu    |
| 2019 | Kids Choice Awards México | Favorite ship            | Mi marido tiene más familia  | Venceu    |